# Лаюни, Амор
Амор Юнис Лаюни (швед. Amor Yonis Layouni, араб. عمر يونس العيوني‎; род. 3 октября 1992, Фалун) — тунисский и шведский футболист, полузащитник «Хеккена» и национальной сборной Туниса.

## Клубная карьера
На юношеском уровне выступал за «Далькурд». Взрослую карьеру начал в «Сетере» в четвертом дивизионе. Затем выступал за «Фалу», «Браге» и «Дегерфорс». В марте 2017 года перешёл в норвежский «Эльверум», с которым подписал контракт до конца сезона.
Спустя полгода в июне 2017 года перешёл в «Будё-Глимт». По итогам первого сезона вместе с клубом вышел в Элитсерию. 11 марта 2018 года в матче с «Лиллестрёмом» дебютировал в чемпионате Норвегии. В сентябре 2019 года подписал контракт с египетским «Пирамидз». В местной премьер-лиге принял участие в 16 мячах и забил два мяча.
25 января 2021 года подписал трёхлетнее соглашение с норвежской «Волеренгой». В её составе дебютировал 9 мая 2021 года в матче чемпионата с «Русенборгом». В феврале 2023 года на правах аренды перешёл в австралийский «Уэстерн Сидней Уондерерс». В Австралии сыграл 11 матчей в чемпионате страны, в которых забил четыре мяча. В июне 2023 года после завершения срока аренды вернулся в «Волеренгу».
10 июля 2023 года перешёл в шведский «Хеккен», с которым подписал соглашение на три года. 15 июля дебютировал за клуб в чемпионате Швеции в домашней встрече с «Броммапойкарной», в которой отметился дублем на последних минутах матча.

## Карьера в сборной
В августе 2019 года впервые был вызван в национальную сборную Туниса. В её составе дебютировал 6 сентября в товарищеском матче с Мавританией, в которой он появился на поле в середине второго тайма и на 78-й минуте забил единственный в игре мяч.

## Достижения
Будё-Глимт:
- Победитель ОБОС-лиги: 2017

## Статистика в сборной
| Матчи и голы Амора Лаюни за национальную сборную Туниса | Матчи и голы Амора Лаюни за национальную сборную Туниса | Матчи и голы Амора Лаюни за национальную сборную Туниса | Матчи и голы Амора Лаюни за национальную сборную Туниса | Матчи и голы Амора Лаюни за национальную сборную Туниса | Матчи и голы Амора Лаюни за национальную сборную Туниса |
| №                                                       | Дата                                                    | Оппонент                                                | Счёт                                                    | Голы                                                    | Соревнование                                            |
| ------------------------------------------------------- | ------------------------------------------------------- | ------------------------------------------------------- | ------------------------------------------------------- | ------------------------------------------------------- | ------------------------------------------------------- |
| 1                                                       | 6 сентября 2019                                         | Мавритания                                              | 1:0                                                     | 1                                                       | Товарищеский матч                                       |
| 2                                                       | 10 сентября 2019                                        | Кот-д’Ивуар                                             | 1:2                                                     | 0                                                       | Товарищеский матч                                       |
| 3                                                       | 12 октября 2019                                         | Камерун                                                 | 0:0                                                     | 0                                                       | Товарищеский матч                                       |
| 4                                                       | 24 марта 2023                                           | Ливия                                                   | 3:0                                                     | 0                                                       | Отборочные матчи КАН-2023                               |
| 5                                                       | 28 марта 2023                                           | Ливия                                                   | 1:0                                                     | 0                                                       | Отборочные матчи КАН-2023                               |
| 6                                                       | 7 сентября 2023                                         | Ботсвана                                                | 3:0                                                     | 0                                                       | Отборочные матчи КАН-2023                               |
| 7                                                       | 12 сентября 2023                                        | Египет                                                  | 3:1                                                     | 0                                                       | Товарищеский матч                                       |

Итого:7 матчей и 1 гол; 5 побед, 1 ничья, 1 поражение.